# 므디나
므디나(몰타어: Mdina, L-Imdina)는 몰타섬 중앙부에 위치한 몰타의 도시로, 인구는 236명(2008년 기준), 면적은 0.9km2이다. 성 바울 성당으로 유명한 곳이며 과거 몰타의 옛 수도였던 곳이다.

## 사진

므디나의 위치
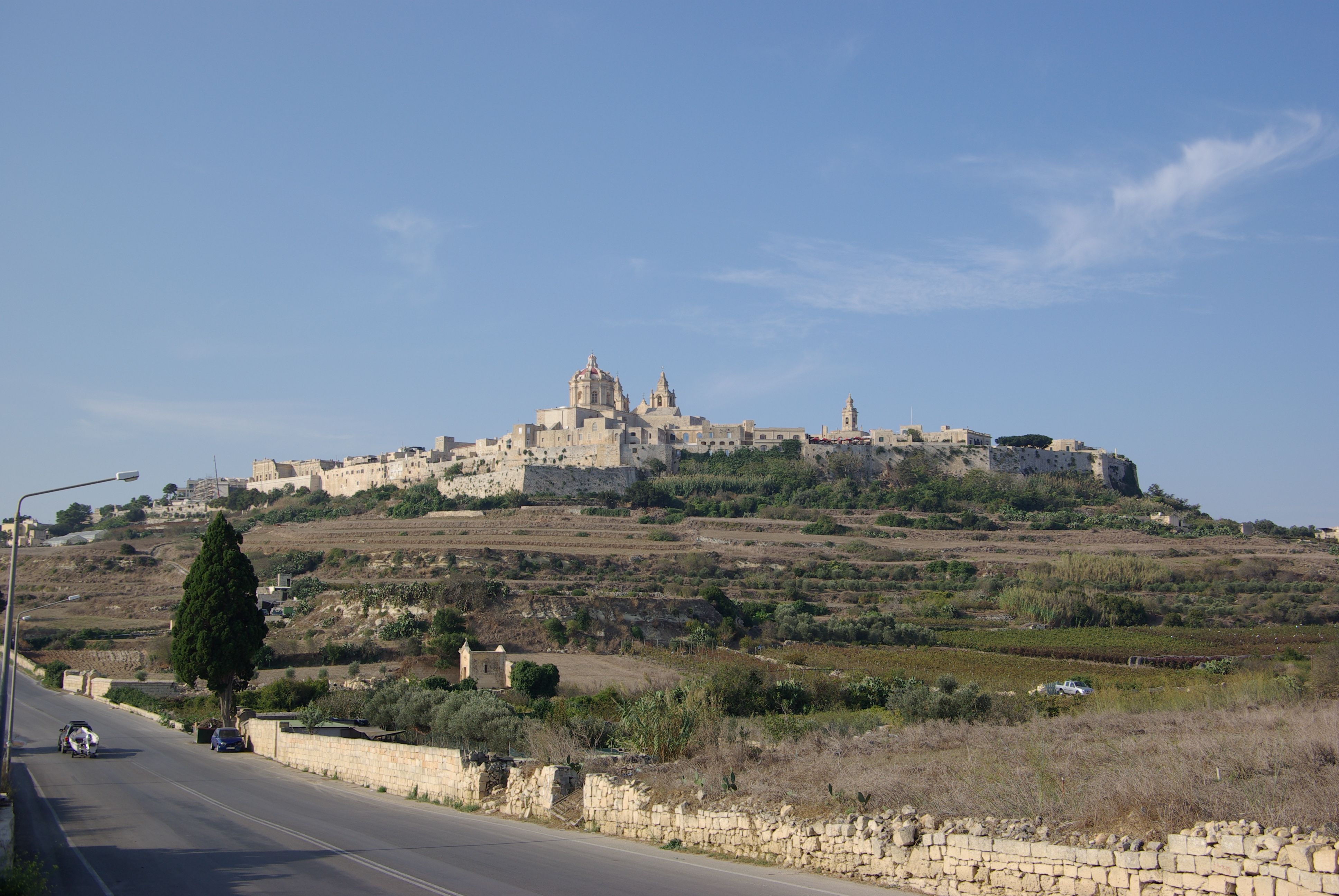
마을에서 내려다 본 므디나
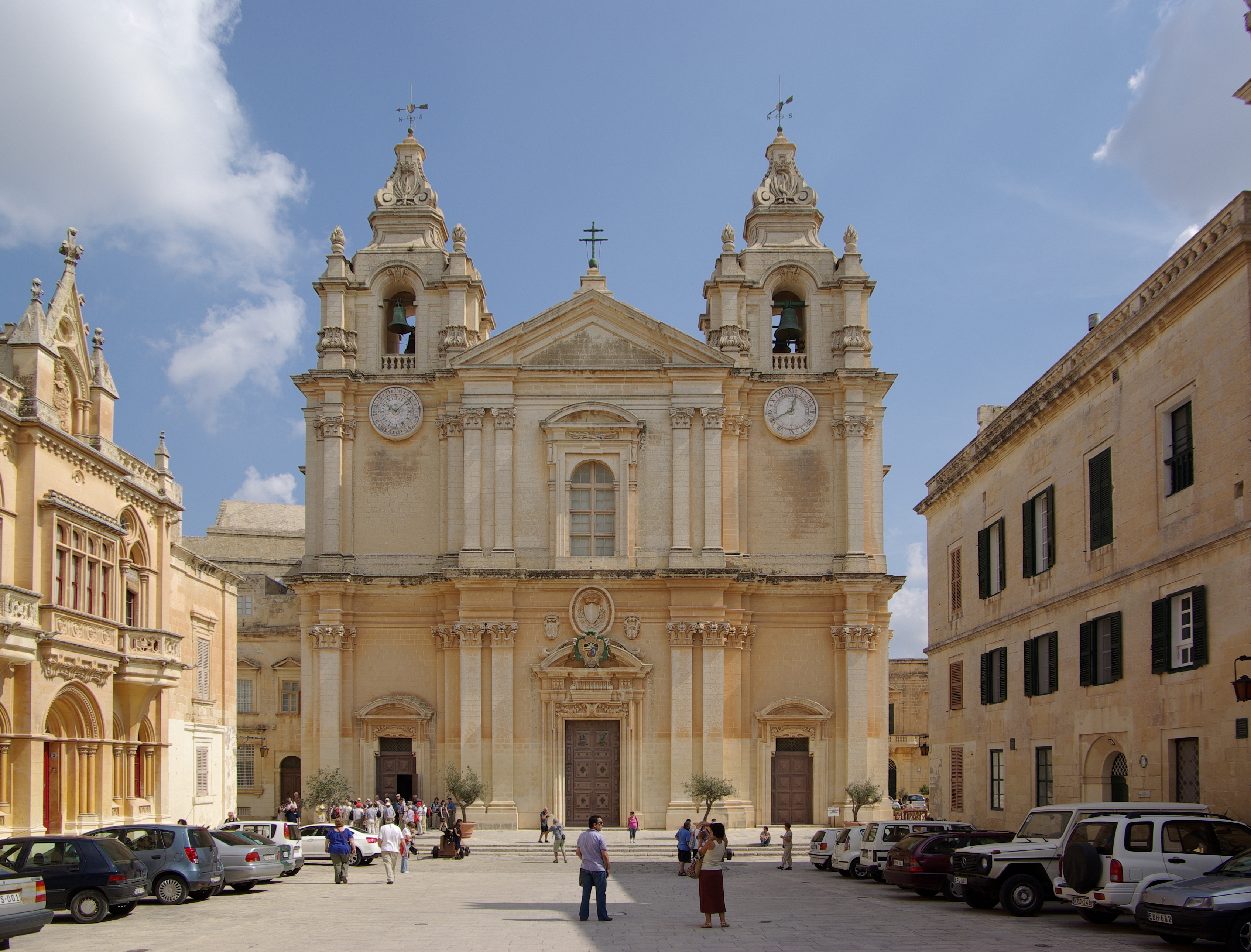
므디나 성 바울 성당
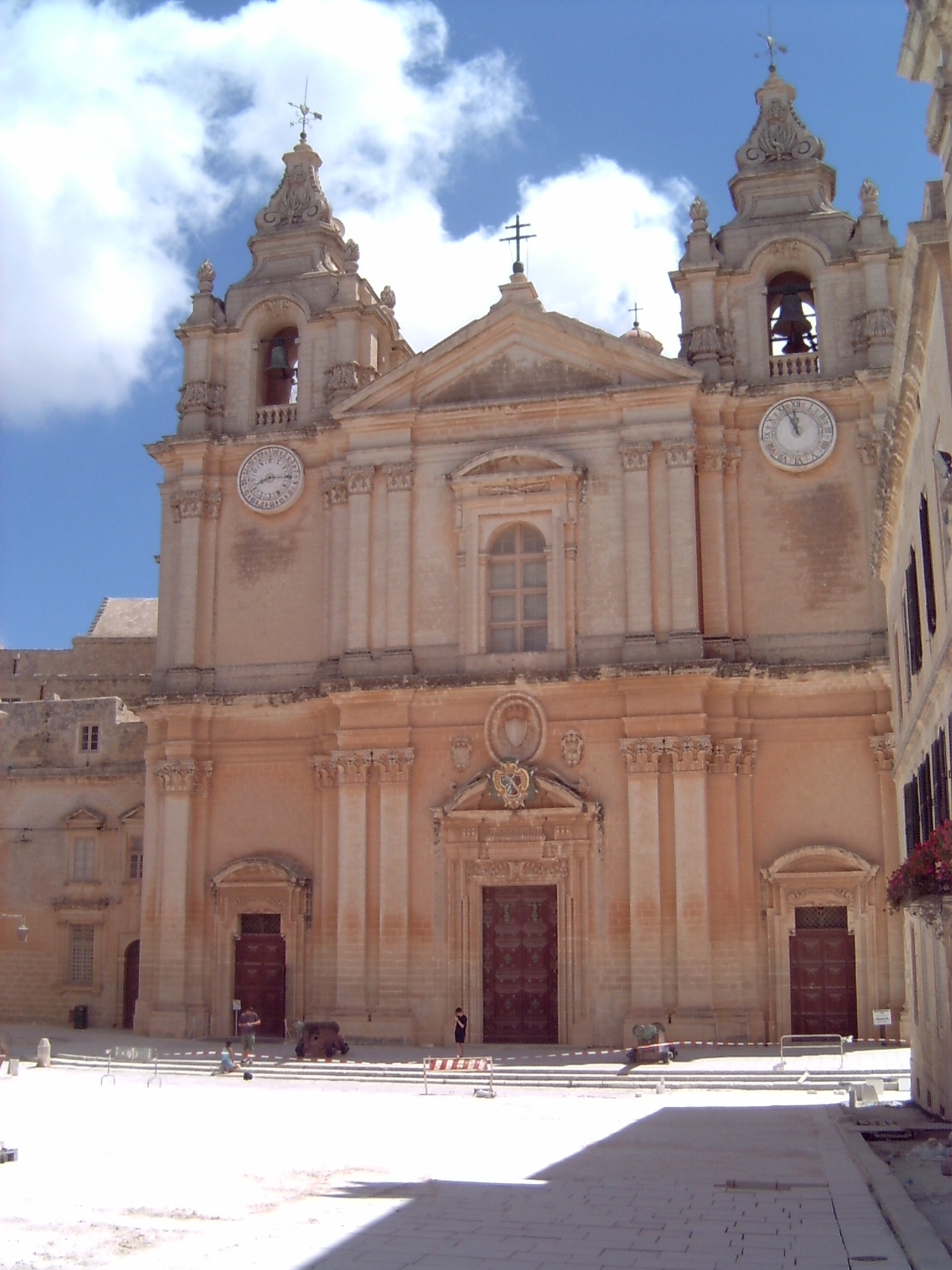
므디나 성 바울 성당
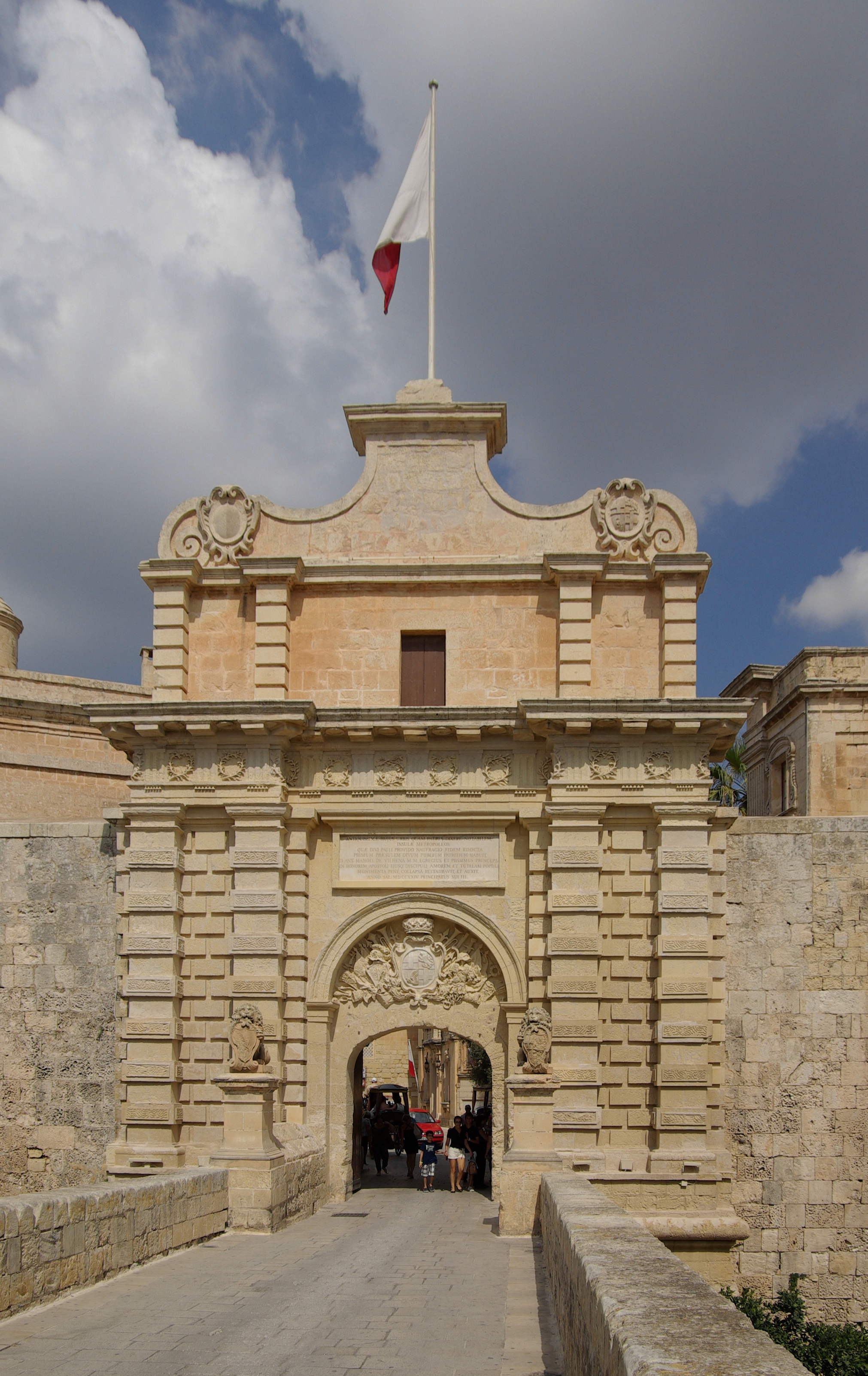
므디나 문